# Purpurbrun spindling
Purpurbrun spindling (Cortinarius anthracinus) är en svampart som först beskrevs av Elias Fries, och fick sitt nu gällande namn av Pier Andrea Saccardo 1887. Purpurbrun spindling ingår i släktet Cortinarius och familjen spindlingar.  Arten är reproducerande i Sverige. Inga underarter finns listade i Catalogue of Life.

## Källor

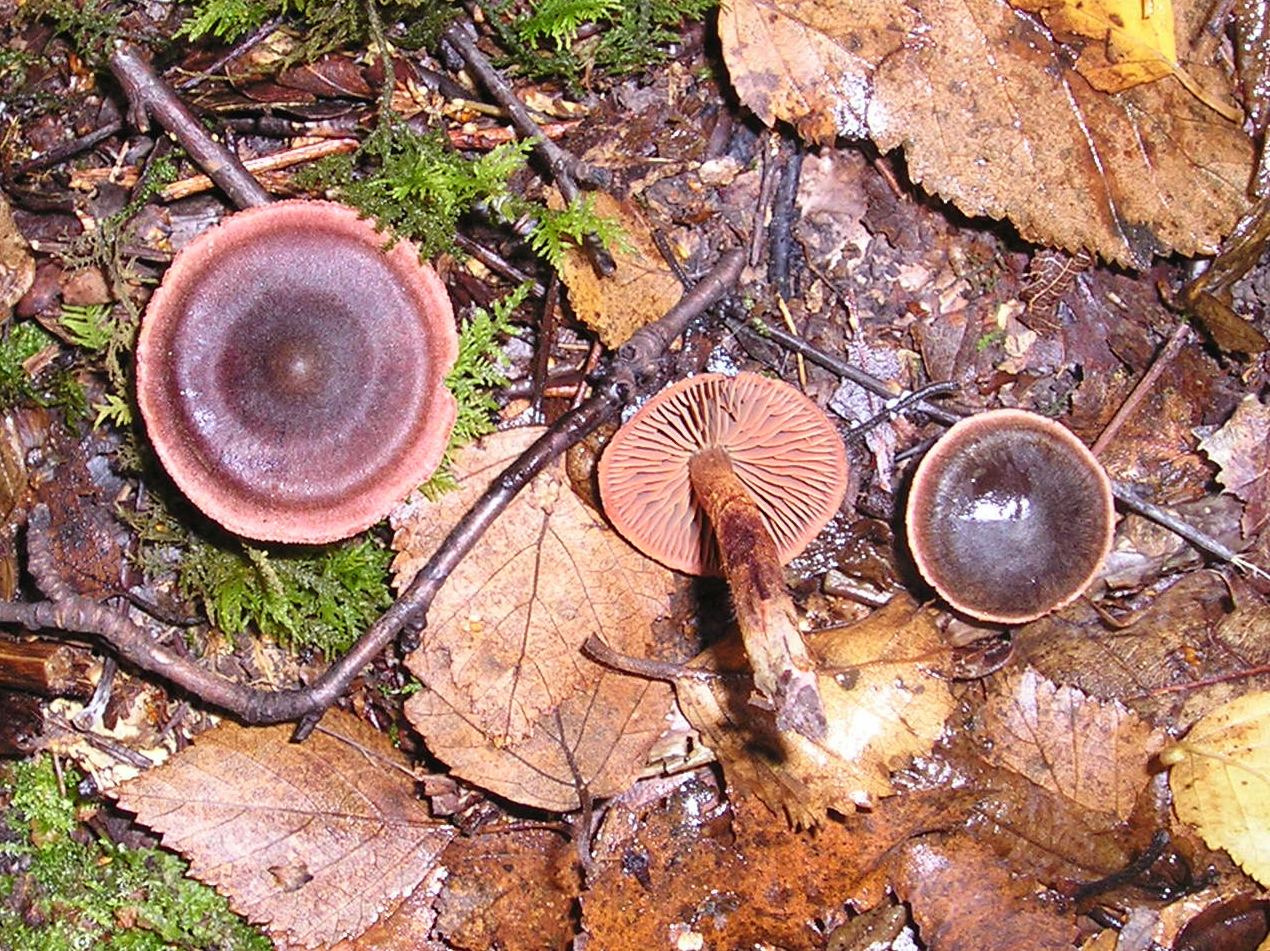